# Districte de Meiktila
El districte de Meiktila és una divisió administrativa de la divisió de Mandalay a Birmània. La capital és Meiktila.

## Administració
Està dividida administrativament en quatre townships: 
- Mahlaing
- Meiktila
- Thazi
- Wundwin

## Geografia
Riu destacat és el Samon que neix a Yamethin i segueix cap a Kyaukse, amb el seu afluent el Thinbon; el Saumon va causar inundacions greus el 1872 i menors altres vegades; el Panlaung és simplement un torrent de muntanya. Les muntanyes principals són el Minwin kondan, Pwemingyi kondan, Tetbyindaung. A les muntanyes Minwin el llac artificial Meiktila a 250 metres d'altura de 12 km de llarg i 5 d'ample, que s'estreny al centre i quasi es divideix en dos. Un altre llac artificial és el Nyaungyan-Minhla al sud del districte que rep les aigües dels rierols Chaunggauk i Chaungmagyi, inicialment dos tancs d'aigua separats (el Nyaungyan i el Minhla) però units més tard per un canal.

## Pagodes
- Shwezigon a Pindale
- Shwesiswe
- Sutaungbyi
- Shwemoktaw
- Shweyinhmyaw
- Sutaungbyi (la llegenda l'atribueix al rei Narapadisithu de Pagan
- Capelles o pagodes de la ciutat de Meiktila: Shwesawlu, Nagayon, Shwelehla, Sigongyi, Nandawya i Shwemyindin. Les de Shwelehla i Nagayon són atribuïdes a Anawratha i la de Nandawya al seu fill Saw Lu. El rei Bodawpaya va fundar la de Sigongyi el 1796.

## Història
A la zona la primera població de certa importància fou Pindale, que hauria fundat Sulathanbawa, rei de la dinastia Tharekhettra. Meiktila hauria portat originalment el nom de Matila (No hi arriba) que li hauria donat el rei Anawratha de Pagan al segle xi, en honor d'un missatger que va morir de cansament abans d'arribar al lloc per portar una notícia. El mateix rei hauria fundat tanmateix Hlaingdet (1030). A la caiguda del regne de Pagan el territori va passar als xans i fou part d'algun dels principats que es van formar fins a l'ascens de la dinastia de Toungoo. Després fou absorbida per la dinastia birmana de Pegu i per la dinastia del Regne d'Ava que la posseïa al segle xix. El març de 1886 va ser ocupada per tropes britàniques que venien de Pagan i va quedar annexionada al domini britànic dins l'Alta Birmània, com estació militar dins el districte de Yamethin, però a l'octubre de 1886 es va formar el districte. El 1886 i 1887 la guarnició va haver de lluitar contra els dacoits de Yamethin i de Kyaukse, i contra els rebels locals encapçalats per antics servidors del Myinzaing o príncep. El 1886 se'ls va poder controlar amb l'ajut d'un antic oficial birmà de nom Tun E que dirigia un grup militar que pagava a la seva costa, però durant l'any van morir 11 oficials i uns 80 soldats britànics. El 1887 els dacoits foren atacats per una expedició combinada procedent de Kyaukse i Meiktila i després d'això la pau es va establir al districte excepte a la zona límit amb Myingyan que durant uns mesos encara fou atacada per lladres de ramats de la comarca de Popa. El districte fou part de la divisió de Meiktila que després de 1906 fou agregada a la divisió de Mandalay. La superfície del districte era de 5.654 km² i la població de 217.280 el 1891 i de 252.305 el 1901. El 98% de la població eren budistes i parlaven birmà. El 71% vivia de l'agricultura. Administrativament es va dividir en dos subdivisions i quatre townships: 
- Meiktila
  - Meiktila
  - Mahlaing
- Thazi
  - Thazi
  - Wundwin

Els townships estaven dividits en 468 pobles amb un cap. El township de Meiktila tenia una superfície de 1207 km² i una població de 76.656 habitants el 1901 distribuïts en una ciutat (Meiktila amb 7.203 habitants i capital) i 390 pobles.